# Hubbardova medaile
Hubbardova medaile je udělována National Geographic Society za vyznamenání v průzkumu, objevování a výzkumu. Medaile je pojmenována po Gardineru Greene Hubbardovi, prvním prezidentovi National Geographic Society. Je vyrobena ze zlata a tradičně ji předává prezident Spojených států.